# Alain Cadix
Pour les articles homonymes, voir Cadix (homonymie).
 (mai 2022).
Alain Cadix est un ingénieur français, né à Oran (département français), notamment connu pour la promotion de l'alliance du design et de la technologie.
Directeur des ressources humaines de Dassault Aviation, puis directeur de l'ESIEE et directeur de l'ENSCI Les Ateliers, président puis président d'honneur de la Conférence des grandes écoles, il est membre de l'Académie des technologies depuis décembre 2014, où il a été délégué aux compétences-clés et à la formation et a présidé le pôle Éducation, formation, emploi, travail de janvier 2017 à décembre 2023. Il y préside depuis janvier 2024 le comité Éthique, société et technologie. 
Il est membre du Conseil supérieur des programmes (ministère de l'éducation nationale) de octobre 2018 à octobre 2023.     
Il préside depuis mars 2021 le Campus des métiers et des qualifications d'excellence "Industries de la mobilité" en Normandie.     
Depuis janvier 2022, il préside le Conseil scientifique et pédagogique de la Fondation La Main à la pâte.      
Il est désormais membre du Collège du HCÉRES, Haut Conseil de l'évaluation de la recherche et de l'enseignement supérieur (décret du 27 février 2025 paru au JO du 1er mars 2025).       

## Biographie

### Famille et jeunesse
Les origines de la famille Cadix se situent à Sauveterre de Guyenne ; elle s'est installée en Algérie à la fin du XIXe siècle.
Alain Cadix, né d'un père commerçant et d'une mère infirmière, commence ses études secondaires au lycée Lamoricière à Oran jusqu’à la classe de troisième. Rapatrié d’Algérie en mai 1962, il s’installe avec sa famille à Nantes, où il fréquente le lycée Clemenceau, de la classe de seconde à celle de mathématiques spéciales (1962 à 1967).

### Etudes et début de carrière dans l'aéronautique
En 1967, il intègre l’École de l’air à Salon-de-Provence, plus jeune élève de sa promotion. Ne pouvant être pilote pour des raisons d’aptitude visuelle, il opte alors pour le corps des ingénieurs mécaniciens de l’air. Affecté à Nancy Ochey en octobre 1970, il y exerce jusqu’en juin 1975 les fonctions de chef des services techniques de l’escadron de chasse 1/3 Navarre, équipé de Dassault Mirage III E et de missiles anti-radar Martel de Matra.
Il suit à Nancy les cours de l’Institut d'administration des entreprises (IAE) dont il est diplômé (CAAE) en 1974.
Affecté à Paris à l'été 1975, Alain Cadix rejoint en 1976 la SNECMA qu’il quitte en 1977 quand il est reçu au programme doctoral d’HEC. Entre-temps il obtient en 1976 un diplôme d’études approfondies (DEA) en « politique et gestion de la recherche » au Conservatoire national des arts et métiers (CNAM) où il suit les enseignements des professeurs Raymond Saint-Paul et Jean-Jacques Salomon. Il commence à préparer à HEC (programme doctoral) sa thèse en sciences de gestion, dirigée par Raymond Saint-Paul et Pierre-Frédéric Ténière-Buchot, consacrée à l’innovation technologique ; elle porte particulièrement sur les processus d’innovation au cœur des entreprises.

### Enseignant-chercheur à l'ESCP et au CRC
En 1978, il est recruté par la Chambre de commerce et d’industrie de Paris (CCIP) dans le corps enseignant de l’ESCP, aujourd’hui ESCP Europe, au département « Stratégie, hommes et organisations ». Il soutient sa thèse de doctorat à Paris IX Dauphine en juin 1979.
Ses recherches et ses enseignements portent sur l'innovation technologique, sa genèse, sa diffusion, ses effets sur les organisations. Il monte un des tout premiers partenariats en France entre une école de management, l'ESCP, et des écoles d'ingénieurs pour développer un corps de connaissances dans le champ du management de l'innovation technologique. 
En 1985, il rejoint le Centre de recherche et d'études des chefs d'entreprise (CRC) à Jouy-en-Josas, aujourd’hui au sein du Groupe HEC, comme professeur (stratégie et innovation) et directeur des programmes du CRC.

### Dassault Aviation
En 1989, il rejoint la société Dassault Aviation. Il y occupe successivement les fonctions de directeur de la formation, puis directeur des ressources humaines, enfin directeur de la communication. Comme directeur de la formation, il crée notamment l’Institut Dassault (formations au management des cadres à potentiel et des cadres supérieurs de la société) et le Conservatoire Dassault (formations pour la conservation des savoir-faire et l’apprentissage de nouvelles techniques). Il est auditeur du centre des hautes études de l'Armement (CHEAr, 27e session, 1990-1991) où il est ensuite conseiller des études (1991-1994).
En 1992, il crée avec Gérard Vergnaud, directeur de recherches au CNRS, un « Club CRIN » Évolution du travail et formation des compétences, devenu ensuite Évolution du travail face aux innovations technologiques.

### CCI de Paris, ESIEE Paris, Conférence des grandes écoles etCSRT
En 1995 il réintègre la CCIP pour y créer et diriger l'Institut supérieur de technologie et management (ISTM). En 1997, tout en conservant la direction de l'ISTM, il prend celle de l'ESIEE, à Marne-la-Vallée, école d'ingénieurs de la CCIP. Il y crée un club des entreprises partenaires de l'ESIEE.
De 2001 à 2003, il préside la Conférence des grandes écoles après avoir présidé sa commission Formation de 1998 à 2001.
En mai 2003, Alain Cadix est nommé directeur général adjoint de la CCIP, chargé des études et de l’information. De mars 2006 à mars 2007, il est chargé d'une mission auprès du président du Conseil régional de Bretagne pour la mise en place de l’agence régionale de développement économique, dont il sera le premier directeur, devenue aujourd'hui Bretagne Développement Innovation.
De 2005 à 2008, il est membre du Conseil supérieur de la recherche et de la technologie (CSRT) dont il anime la commission Industrie et technologie.

### ENSCI - Les Ateliers
Il est nommé directeur de l’École nationale supérieure de création industrielle (ENSCI) par décret du Président de la République du 3 mai 2007. Alain Cadix est reconduit pour trois ans dans ses fonctions par un décret du 25 mai 2010. Au cours de ce second mandat, l'établissement devient membre fondateur du Pôle de recherche et d'enseignement supérieur (PRES), devenu Communauté d'universités et d'établissements (ComUE) Hautes Études-Sorbonne-Arts et Métiers (heSam) et participe aux projets du Programme des investissements d'avenir (PIA1), en particulier celui des Initiatives d'excellence (IDEX). L'ENSCI devient actionnaire de la SATT (société d'accélération de transferts de technologie) LUTECH, créée en 2012.
Il entreprend  de promouvoir l'ENSCI - Paris Design Lab réunissant la recherche et les post-diplômes, et ouvrant des perspectives de développement externe.
Il contribue ainsi à donner un « nouveau statut des écoles de design »,.

### Communauté d'université et d'établissements Hésam
Alain Cadix est administrateur général du programme IDEX de Hésam Université à partir de juin 2012, à la suite du départ de François Weil nommé recteur de l'académie de Paris. Au sein de ce programme IDEX, il est administrateur délégué du Centre Michel-Serres de juin 2012 à juin 2016.
Il est membre du conseil d'administration de Hésam Université de janvier 2020 à avril 2024.

### Conseiller scientifique au CEA Grenoble
Du 1er décembre 2012 au 30 novembre 2017, il est conseiller scientifique au CEA (direction des applications de la recherche), chargé de contribuer au développement des relations entre chercheurs technologues du CEA et designers. Cette collaboration s'inscrit dans la perspective de la création de Alps Design Lab associant au CEA - Grenoble (Leti, Liten), des écoles de design (ENSCI, ESAD de Saint-Étienne et des établissements publics délivrant le Diplôme supérieur d'art appliqué, mention design d'objet) et des établissements d'enseignement et de recherche de la région Auvergne-Rhône-Alpes.
Du 15 mars au 15 septembre 2015, puis du 1er février au 31 juillet 2016, il est chargé de mission à l'Université de Paris-Saclay pour l'étude de faisabilité d'un centre de design au sein de cette ComUE. Le Design Spot de Paris Saclay est créé à la suite de cette étude.
De la mi-2013 à la mi-2014, Alain Cadix est chargé de la « mission Design » par le ministre du Redressement productif et la ministre de la Culture et de la Communication. Il remet une première version du « Mémoire pour une politique nationale de design » aux deux cabinets à la mi-juillet 2013 et sa version définitive aux ministres le 15 octobre 2013 lors du 2e Rendez-vous du design au Palais de Tokyo à Paris. Le rapport est largement commenté dans la presse, et sera commenté et confirmé 2 ans plus tard par un contre-rapport de 2 inspecteurs généraux du ministère de l'Education nationale.
À partir de la mi-octobre 2013, il est notamment chargé de la coordination de la mise en œuvre des préconisations retenues. Il anime alors un Collège des designers, composante de la mission Design. Diverses actions sont alors engagées comme le Crédit d'impôt innovation rendant éligibles les dépenses de design, le soutien à l'innovation non technologique, dont le design, par Bpifrance et le lancement de l'opération Designers en résidence dans des clusters.
Parallèlement, Alain Cadix publie la « chronique Design » pour L'Usine nouvelle.
De novembre 2014 à novembre 2016, il est membre du Conseil scientifique et culturel de l'Institut national des métiers d'art (INMA) ; il entre alors à son conseil d'administration où il est élu vice-président.

### Académie des technologies
Alain Cadix est élu en décembre 2014 membre de l'Académie des technologies. En son sein, il est élu en novembre 2016 (réélu en novembre 2018) délégué aux Compétences-clés et à la Formation (de ce fait, membre du Conseil académique).
Il est l'auteur de quatre rapports et d'un avis de l'Académie :  
- L'industrie du futur : du système technique 4.0 au système social (2017),
- La montée en compétences technologiques des PME : le cas des entreprises industrielles (2018),
- Attractivité des métiers, attractivité des territoires : des défis pour l'industrie (2019),
- L'enseignement de la technologie au collège, le cas du cycle 4 (2021),
- La place et l'enseignement des mathématiques en France (avis, 2023).

### Activités associatives et autres activités dans l'enseignement et la recherche
- Au CNRS, il préside le « Club CRIN » Évolution du travail et formation des compétences, devenu ensuite Évolution du travail face aux innovations technologiques (1992-1995).
- Professeur associé à temps plein à l'université Paris-XI en sciences de gestion (décret du 29 septembre 1997).
- Professeur associé à mi-temps à l'université Rennes-I en sciences de gestion (décret du 18 décembre 2006).
- Président national de l'AFDET[19] (association nationale, reconnue d'utilité publique, de soutien au développement des formations professionnelles et technologiques) d'avril 2016 à septembre 2020. À l'été 2016, l'AFDET est devenue membre de l'Alliance Industrie du Futur. Nommé président d'honneur de l'AFDET en janvier 2021.
- Vice-président du conseil d'administration de l'Institut national des métiers d'art (INMA), de novembre 2016 à novembre 2019.
- Membre de l’Aéro-Club de France depuis 2004.
- Membre du Conseil supérieur des programmes (ministère de l'Éducation nationale) de octobre 2018 à octobre 2023.
- Membre du conseil d'administration de Hésam Université[11] de janvier 2020 à avril 2024.
- Président du conseil d'orientation de l'Institut national supérieur du professorat et de l'éducation (INSPÉ) de l'académie d'Amiens de novembre 2020 à février 2025.
- Président du Campus des métiers et des qualifications "Industries de la mobilité" en Normandie depuis mars 2021.
- Président du Conseil scientifique et pédagogique de la Fondation La main à la pâte depuis janvier 2022 (il est membre de ce Conseil depuis 2019).
- Il est membre du Collège du HCÉRES, Haut Conseil de l'évaluation de la recherche et de l'enseignement supérieur (décret du 27 février 2025 paru au JO du 1er mars 2025).

### Divers
Il est commandant de réserve de l'Armée de l'Air et de l'Espace (décret du 9 janvier 1998 paru au JO du 13 janvier 1998). 
Sur le plan sportif, il a pratiqué le rugby (no 3, pilier droit) pendant 7 ans (1968-1975).
Alain Cadix est élu local sur une liste « centre-droit » (conseiller municipal en 1977 puis premier adjoint au maire en 1983) au Mée-sur-Seine en Seine-et-Marne (1977-1989). Sur cette période la commune est passée de 10 000 à 20 000 habitants dans le cadre de Melun-Sénart, ville nouvelle dans les instances de laquelle il a siégé (établissement public d'aménagement, syndicat d'agglomération nouvelle).

## Opinions
Il est favorable à donner des projets aux élèves et aux étudiants. Pour lui, la technologie doit être introduite de bonne heure dans l'enseignement. Il considère en effet la compétence technologique comme « une composante majeure du capital humain ». Un de ses combats dans les années 2007 - 2014 a été celui de la reconnaissance du design comme une composante indispensable de l'ingénierie, comme un facteur d'innovation,. 

## Distinctions
- Chevalier de la Légion d'honneur (2014)[réf. souhaitée]

- Officier de l’ordre national du Mérite (2004)

- Officier des Palmes académiques (2010)

## Publications
- Le management à l'épreuve des changements technologiques - Impacts sur la société et les organisations, Organisation Éditions, 2002 (ISBN 2-7081-2815-9)[24]Coécrit avec Jean-Marc Pointet
- Saint-Exupéry - Le sens d'une vie, Le Cherche-Midi, coll. « Ciels Du Monde », 1994, 2000 (ISBN 2-86274-787-4). Direction de l'ouvrage
- Mémoire Pour une politique nationale de design, 2013[25],[14].
- Nombreuses tribunes dans Le Monde, Le Figaro, Les Echos, la revue Défense nationale...